# Tall Tales
Tall Tales — студійний альбом англійських музикантів Марка Прітчарда і Тома Йорка, який вийшов 9 травня 2025 року на лейблі Warp Records. Йорк і Прітчард розпочали роботу над ним у 2020 році під час пандемії COVID-19, обмінюючись записами онлайн.
Перший сингл, «Back in the Game», вийшов 13 лютого 2025 року, а за ним «This Conversation Is Missing Your Voice» — 11 березня. Музичні відео були взяті з повнометражного фільму, що супроводжує альбом, створеного Джонатаном Завадою, який також розробив обкладинку альбому.

## Запис
У 2011 році Прітчард створив два ремікси на пісню «Bloom» для альбому реміксів TKOL RMX 1234567 від гурту Йорка Radiohead. У 2012 році, коли Radiohead виступали в Сіднеї, Прітчарда познайомив із гуртом їхній туровий барабанщик Клайв Дімер. Прітчард запросив Йорка до співпраці, і Йорк виконав вокальну партію на треку Прітчарда «Beautiful People» 2016 року.
У 2020 році, під час пандемії COVID-19, Йорк надіслав Прітчарду електронного листа, просячи його надіслати музику для роботи, оскільки він «застряг вдома». Прітчард надіслав близько 20 демозаписів, і Йорк почав писати тексти. Згодом Том почав повертати демо зі своїм вокалом назад до Прітчарда. Вони продовжували обмінюватися роботами, редагуючи пісні та модифікуючи їх. Йорк також грав на синтезаторах. За словами Прітчарда, найстаріша пісня була віком дев'ять років.
Йорк сказав, що Tall Tales був дуже важливим для нього, і описав процес його створення як «ментальний». Він виконував «Back in the Game» під час свого туру Everything у 2024 році.

## Реліз
Реліз Tall Tales запланований на 9 травня 2025 року і стане першим релізом Йорка на лейблі Warp Records. Перший сингл «Back in the Game» вийшов 13 лютого 2025 року. 11 березня альбом був анонсований одночасно з виходом другого синглу «This Conversation Is Missing Your Voice».
Кліпи на сингли були взяті з повнометражного фільму, що супроводжує альбом, створеного Джонатаном Завадою. Фільм заплановано до показу в кінотеатрах всього на одну ніч. У прес-релізі Завада був описаний як «ніби третій учасник гурту».

## Трек-лист
Всі пісні написані Марком Прітчардом і Томом Йорком.
| #     | Назва                                     | Тривалість |
| ----- | ----------------------------------------- | ---------- |
| 1.    | «A Fake in a Faker's World»               | 8:18       |
| 2.    | «Ice Shelf»                               | 4:47       |
| 3.    | «Bugging Out Again»                       | 4:44       |
| 4.    | «Back in the Game»                        | 4:41       |
| 5.    | «The White Cliffs»                        | 8:19       |
| 6.    | «The Spirit»                              | 4:55       |
| 7.    | «Gangsters»                               | 3:29       |
| 8.    | «This Conversation Is Missing Your Voice» | 3:54       |
| 9.    | «Tall Tales»                              | 5:10       |
| 10.   | «Happy Days»                              | 4:20       |
| 11.   | «The Men Who Dance in Stag's Heads»       | 3:41       |
| 12.   | «Wandering Genie»                         | 5:31       |
| 61:49 |                                           |            |